# شیخی‌کند
شیخی‌کند (به لاتین: Shikhikent) یک منطقهٔ مسکونی در روسیه است که در داغستان واقع شده‌است.